# Zlatokopka

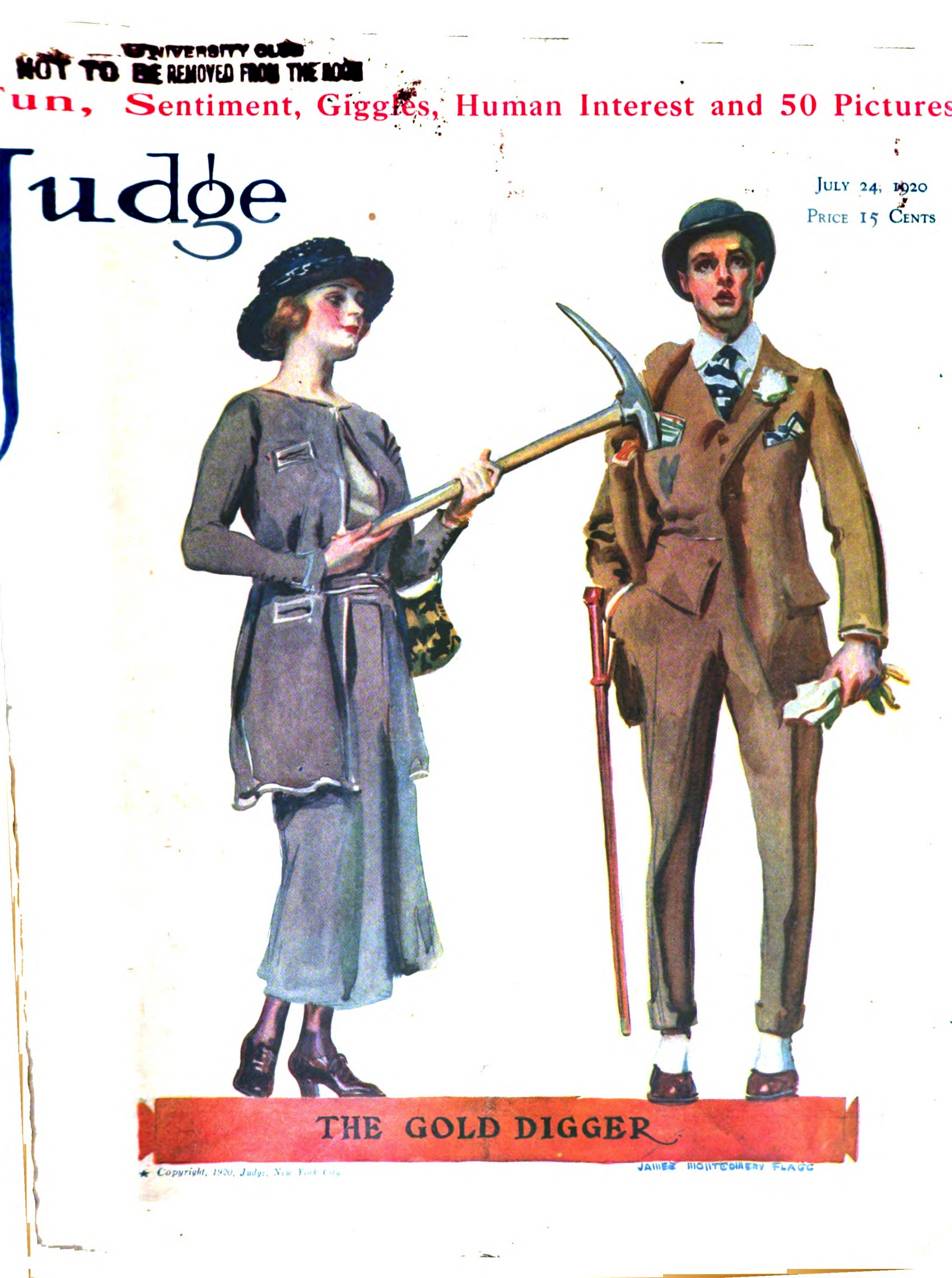
Karikatura zlatokopky (The Gold Digger) na obálce časopisu Judge (24. července 1920)

Zlatokopka je slangový výraz pro osobu nízkého sociálního statusu, jež prostřednictvím různých manipulačních technik a sexuálního chování hledá cestu k dosažení štěstí, kterou vidí v bohatství a vysokém životním stylu elitní sociální třídy. Vytčeným cílem zlatokopky je uzavření manželství s bohatým mužem.

## Historie

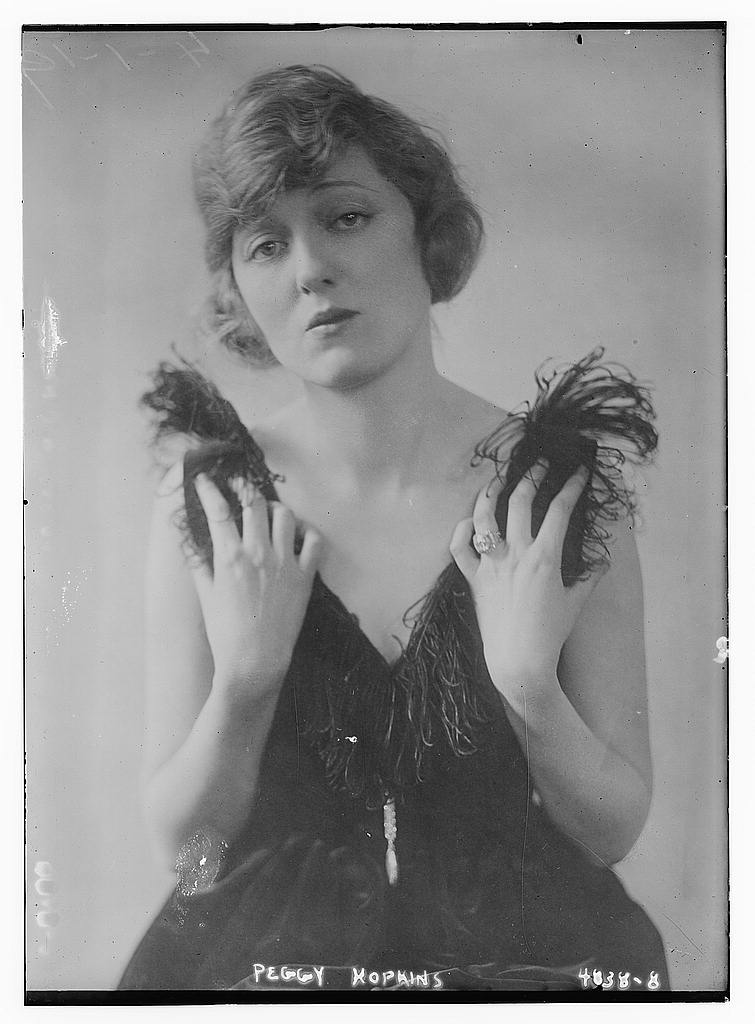
Peggy Hopkins Joyce v roce 1919

Na počátku 20. století byla nejznámější zlatokopkou Peggy Hopkins Joyce, revuální tanečnice, která se několikrát provdala za milionáře. Termín „zlatokopka“ se začal běžně používat kolem roku 1915 poté, co jej použily americké noviny v článku o životě a chování výše zmíněné tanečnice.

## České vzory
- Jako zlatokopové se chovají i někteří muži. Jedním z nich byl Josef Halsbach (1898–1955),[1] který se ve svých 23 letech oženil s Emou Destinnovou, jež byla o 20 let starší. S předstíráním lásky Halsbach brzy přestal a nahradil jej arogancí, lhostejností a tvorbou dluhů.[2]

## Beletrie
- PERRY, Tasmina. Zlatokopky. [s.l.]: [s.n.], 2009. 432 s. ISBN 978-80-7381-553-0.
- SASKOVÁ, Lucia. Zlatokopka. [s.l.]: Motto (nakladatelství), 2016. 304 s. ISBN 978-80-267-0627-4.
- JAVORSKÁ, Jana. Zlatokopka. [s.l.]: [s.n.], 2019. 164 s. ISBN 978-80-7589-870-8.

## Hudba
Obraz nebo trop zlatokopky se objevuje i v populárních písních. Například: 
- My Heart Belongs to Daddy (1938)
- Diamonds Are a Girl's Best Friend (1949)
- Santa Baby (1953)
- She Got the Goldmine (I Got the Shaft) (1982)
- Material Girl (1984)
- Gold Digger (Kanye West, 2005)
- Zlatokopky (Rytmus, 2010)